# Ylä-Kieluu
Ylä-Kieluu är en sjö i kommunen Nyslott i landskapet Södra Savolax i Finland. Sjön ligger 83,5 meter över havet. Arean är 1,09 kvadratkilometer och strandlinjen är 11,99 kilometer lång. Sjön  ingår i Vuoksens huvudavrinningsområde.   Den ligger omkring 96 kilometer öster om S:t Michel och omkring 290 kilometer nordöst om Helsingfors. 
I sjön finns ön Isosaari. Ylä-Kieluu ligger väster om Kaijanjärvi. 